# Ministère du Groenland
Le ministère du Groenland est un ministère danois ayant existé de 1955 à 1987.

## Liste des ministres
| Nom | Nom                 | Gouvernement            | Début du mandat    | Fin du mandat      |
| --- | ------------------- | ----------------------- | ------------------ | ------------------ |
|     | Johannes Kjærbøl    | Hansen I                | 1er février 1955   | 28 mai 1957        |
|     | Kai Lindberg        | Hansen II et Kampmann I | 28 mai 1957        | 18 novembre 1960   |
|     | Mikael Gam          | Kampmann II et Krag I   | 18 novembre 1960   | 26 septembre 1964  |
|     | Carl P. Jensen      | Krag II                 | 26 septembre 1964  | 2 février 1968     |
|     | A. C. Normann       | Baunsgaard              | 2 février 1968     | 11 octobre 1971    |
|     | Knud Hertling       | Krag III et Jørgensen I | 11 octobre 1971    | 19 décembre 1973   |
|     | Holger Hansen       | Hartling                | 19 décembre 1973   | 13 février 1975    |
|     | Jørgen Peder Hansen | Jørgensen II, III et IV | 13 février 1975    | 20 janvier 1981    |
|     | Tove Lindbo Larsen  | Jørgensen IV et V       | 20 janvier 1981    | 10 septembre 1982  |
|     | Tom Høyem           | Schlüter I              | 10 septembre 1982  | 1er septembre 1987 |
|     | Mimi Jakobsen       | Schlüter I              | 1er septembre 1987 | 10 septembre 1987  |